# Kōdai Tanaka
Kōdai Tanaka (japanisch 田中 幸大 Tanaka Kōdai; * 23. Dezember 1999 in der Präfektur Kanagawa) ist ein japanischer Fußballspieler.

## Karriere
Kōdai Tanaka erlernte das Fußballspielen in der Jugendmannschaft des japanischen Erstligisten Yokohama F. Marinos, in der Schulmannschaft der angeschlossenen Kōfu-Oberschule der Tōkai-Universität (Tōkai-daigaku fuzoku Kōfu kōtō-gakkō) sowie in der Universitätsmannschaft der Takushoku-Universität. Seinen ersten Vertrag unterschrieb er Ende Januar 2022 bei Albirex Niigata (Singapur). Der Verein ist ein Ableger des japanischen Zweitligisten Albirex Niigata, der in der ersten singapurischen Liga, der Singapore Premier League, spielt. Sein Erstligadebüt gab Kodai Tanaka am 25. Februar 2022 (1. Spieltag) im Heimspiel gegen Tanjong Pagar United. Hier wurde er nach der Halbzeitpause für Hilman Norhisam eingewechselt. Tanjong Pagar gewann das Spiel 2:0. Seine ersten Tore schoss er am 2. Spieltag gegen Balestier Khalsa. Hier traf er viermal beim 6:0-Sieg. Am Ende der Saison feierte er mit Albirex die singapurische Meisterschaft. Die Saison 2022 wurde er zum Spieler des Jahres gewählt. Nach der Meisterschaft wechselte er im Januar 2023 zum ebenfalls in der ersten Liga spielenden Lion City Sailors. Am Ende der Saison 2023 feierte er mit den Sailores die Vizemeisterschaft. Für den Klub bestritt er drei Ligaspiele. Im Januar 2024 unterschrieb er dann einen Vertrag beim Ligakonkurrenten Balestier Khalsa.

## Erfolge
Albirex Niigata (Singapur)
- Singapurischer Meister: 2022

Lion City Sailors
- Singapurischer Vizemeister: 2023

## Auszeichnungen
Singapore Premier League
- Spieler des Jahres: 2022